# Alloxylon pinnatum
Alloxylon pinnatum är en tvåhjärtbladig växtart som först beskrevs av Maiden & Betche, och fick sitt nu gällande namn av P.H. Weston & M.D. Crisp. Alloxylon pinnatum ingår i släktet Alloxylon och familjen Proteaceae. Inga underarter finns listade i Catalogue of Life.